# Intoshia variabili
Intoshia variabili — вид прямоплавів родини Rhopaluridae.

## Поширення
Вид поширений у Білому і Баренцовому морях..

## Спосіб життя
Вид є ендопаразитом морського плоского хробака Graffiellus croceus.